# Vorst
Vorst (en neerlandès) o Forest (en francès) és una de les dinou comunes de la Regió de Brussel·les-Capital. Té 54.524 habitants (a l'1 de gener de 2013 segons l'INS) en una superfície de 6,2 km². En el territori de Forest hi ha una important presó, una fàbrica d'automòbils de Volkswagen i una sala de concerts. Limita amb les comunes d'Uccle, Sint-Gillis-Obbrussel, Elsene, Anderlecht i Drogenbos.
És conegut per la seva sala de concerts Vorst Nationaal-Forest National, una de les més grans de Bèlgica.

## Habitants cèlebres
- Charles Lecocq (1901-1922) - poeta mort a Forest
- André Baillon (1875 - 1931) - Escriptor francòfon mort a Forest
- Fernand Bernier (1902 - 1969) - Escriptor francòfon mort a Forest
- Jean Delville (1867 - 1953) - Pintor